# Portiuncula
Portiuncula is een kapel in Assisi, Umbrië waar de heilige Franciscus van Assisi vaak verbleef. Vlak bij deze kapel stierf hij in zijn cel te midden van zijn gezellen op 3 oktober 1226. Aan Franciscus heeft de kapel haar beroemdheid te danken. De kapel bevindt zich in de Basilica di Santa Maria degli Angeli, de basiliek in het dal van Assisi die er tussen 1569 en 1679 overheen werd gebouwd.
Portiuncula ligt ongeveer drie kilometer ten westen van Assisi. In 1045 werd de kapel voor het eerst vermeld. Franciscus heeft de vervallen kapel eigenhandig gerestaureerd. De officiële naam ervan is Santa Maria degli Angeli, net als de basiliek, die er vanaf 1569 in opdracht van paus Pius IV overheen gebouwd werd. De basiliek kwam pas ruim honderd jaar later – in 1679 – gereed. Portiuncula is het verkleinwoord van portio, een stuk land. Het woord betekent derhalve een klein stukje land.
De kapel wordt voor het eerst in het jaar 1045 in een document vermeld. Het wordt bewaard in de archieven van de kathedraal van Assisi, San Rufino. De kapel zou door eremieten ten tijde van Paus Liberius (325-366) gesticht zijn om er relikwieën van Maria in onder te brengen. Volgens de legende ging het bezit van de kapel in 516 over op Benedictus van Nursia. Ze droeg toen de naam Onze Lieve Vrouw van het dal van Josaphat of van de engelen. De tweede naam verwijst naar de engelen die Maria bij haar tenhemelopneming begeleidden.
Het kerkje lag een tijdlang verlaten in het bos. Het is een van de drie kerkjes die Franciscus herstelde, nadat hij in San Damiano door de Gekruisigde daarop was aangesproken. In 1208 wilde de abt van het klooster van de Benedictijnen op de berg Subasio boven Assisi Franciscus dit kerkje schenken op voorwaarde dat het het centrum van de nieuwe gemeenschap zou worden. Franciscus wilde echter niets in eigendom hebben en daarom huurde hij het voor een mandje vis per jaar.
Op Palmzondag 18 maart 1212 legde Clara hier haar geloften af in de handen van Franciscus. Een tijdje later stichtte zij in San Damiano de orde van de Clarissen.
Bij Portiuncula houden de franciscanen vanaf het eerste begin hun generaal-kapittel, aanvankelijk ieder jaar en later om de drie jaar.